# Capri-Sun

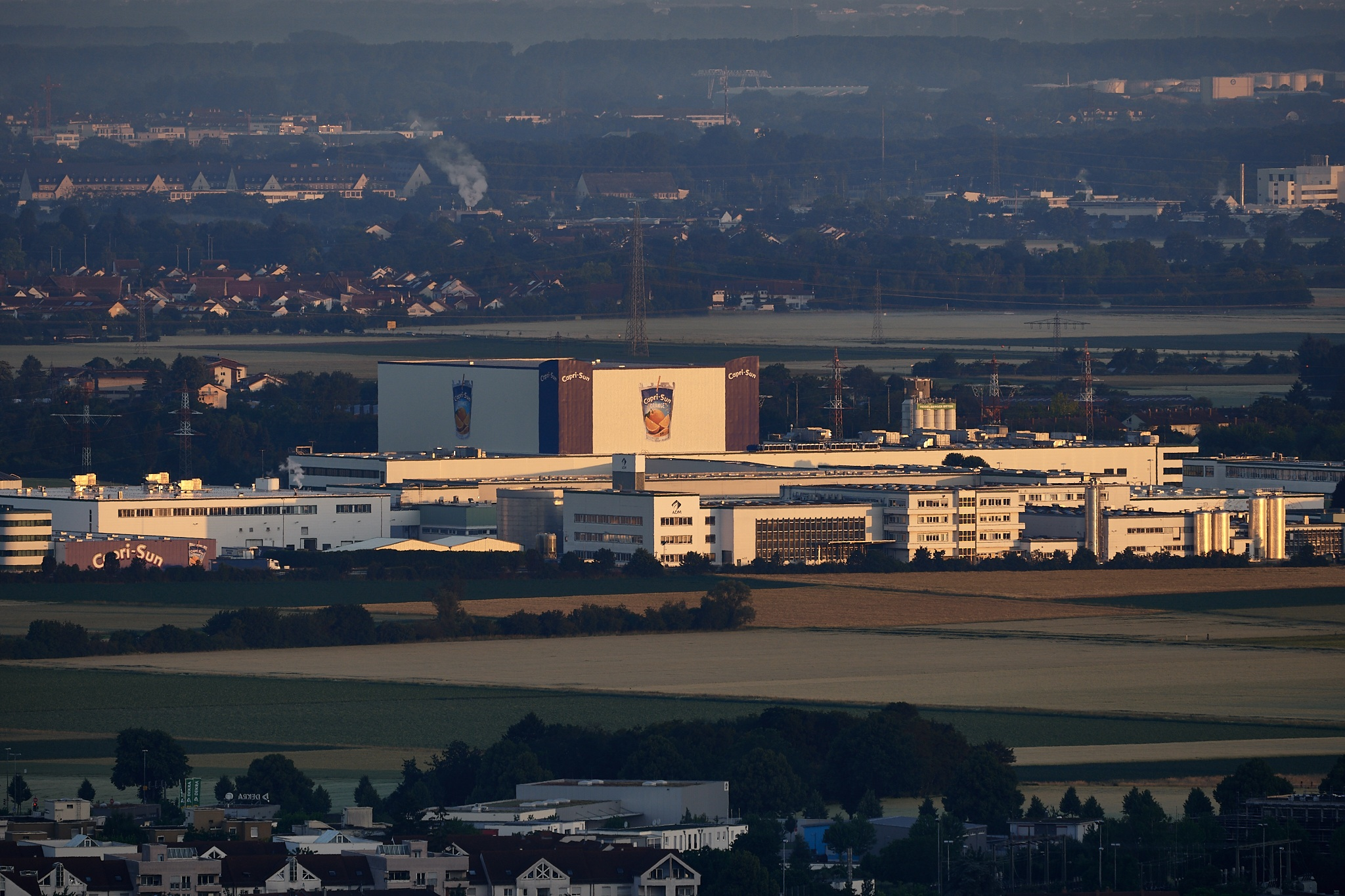
Capri-Sun-Werk in Eppelheim

Capri-Sun ist ein vom deutschen Unternehmer Rudolf Wild 1969 unter dem Namen Capri-Sonne eingeführtes Fruchtsaftgetränk. Den deutschen Namen trug die Marke bis 2017.
In der Schreibweise Capri Sun und mit abgewandeltem visuellen Auftreten werden die Getränke von Kraft Heinz in den Vereinigten Staaten in Lizenz vertrieben. In Großbritannien, Frankreich, den Niederlanden und anderen europäischen Ländern ist Coca-Cola European Partners für Vermarktung, Vertrieb und Verkauf zuständig.

## Unternehmen und Produkt
Zunächst kam das Getränk in den Geschmacksrichtungen Orange, Zitrone und Apfel auf den Markt und wurde in einem patentierten Standbodenbeutel à 200 Milliliter mit Trinkhalm vertrieben. Einige Sorten von Capri-Sun sind heute auch im 330-ml-Beutel und in der Dose erhältlich. Von Capri-Sun wurden 2016 weltweit über sechs Milliarden Beutel produziert.
Die Marke Capri-Sun ist im Besitz der Capri Sun Group Holding in der Schweiz, die sich im Privatbesitz von Hans-Peter Wild, dem Sohn des Unternehmensgründers, befindet. Der Deutschlandsitz von Capri-Sun – die Capri Sun Vertriebs GmbH – befindet sich in Eppelheim in Baden-Württemberg. Die Marke wurde nach der italienischen Felseninsel Capri benannt und lautete im deutschsprachigen Raum bis zum Frühjahr 2017 Capri-Sonne. Seit 1980 wurde das Getränk in den Vereinigten Staaten unter dem Namen Capri-Sun verkauft. Seit 2017 wird Capri-Sonne auch in Deutschland unter dem Namen Capri-Sun vertrieben. Das Unternehmen erklärte, dass es mit einer einzigen Marke leichter sei, auf internationaler Ebene zu werben oder Sponsoring zu betreiben. Die Namensumstellung im deutschsprachigen Raum wurde Mitte 2017 abgeschlossen und stieß auf Kritik.
Weltweit wird Capri-Sun in 24 Ländern produziert und in mehr als 100 Ländern unter dem Namen Capri-Sun verkauft; in den USA wird sie seit 1991 in Lizenz von der The Kraft Heinz Company verkauft. 2011 wurden zuckerreduzierte Sorten ins Angebot aufgenommen. Für kurze Zeit wurde 2011 in Deutschland eine Capri-Sonne in Bio-Qualität („Bio-Schorly“) angeboten.
Der Standbodenbeutel der Capri-Sun besteht aus einer 4,5 Gramm schweren Verbundfolie aus Kunststoff und Aluminium, die den Inhalt vor Licht und Sauerstoff schützt.
Capri-Sun wird auch als veganes Produkt produziert, da die Filtrierung unerwünschter Schwebstoffe mineralisch mit natürlichem Bentonit statt Gelatine erfolgt.

Deutschsprachiges Logo bis 2017

## Geschichte
Das Getränk wurde vom Unternehmer Rudolf Wild entwickelt, der 1931 ein Unternehmen für Lebensmittelgrundstoffe aus natürlichen Rohstoffen gegründet hatte. Die Deutschen SiSi-Werke in Eppelheim bei Heidelberg, seit 1956 zur Rudolf Wild GmbH & Co. KG gehörig, hatten sich den Namen Capri-Sonne bereits 1952 als Warenzeichen eintragen lassen. 1967 trat man in Kontakt mit der kleinen Maschinenfirma Thimonnier in Lyon, die das Patent auf die Verpackung hatte, als auch den Prototyp der Maschine zur Herstellung der Verpackung produzierte. Man erwarb die halbautomatische Abfüllmaschine und brachte 1969 Capri-Sonne als Getränk für unterwegs auf den Markt. Ursprünglich ein saisonales Produkt, wandelte sich das Getränk zum Ganzjahresartikel. 1969 wurde zur Verbesserung der Produktionsabläufe das Hamburger Maschinenbauunternehmen INDAG erworben, dessen Sitz man nach Eppelheim verlegte. Das Produktionsvolumen von 15 Millionen Beuteln Capri-Sonne wurde jährlich verdoppelt, so dass bereits 1975 die Marktführerschaft in Deutschland bei flexibel verpackten fruchthaltigen Getränken erreicht wurde, womit der bisherige Marktführer Sunkist abgelöst wurde. 1977 wurde die erste komplette Capri-Sonne-Fabrik ausgeliefert, die Ausstattung umfasste das komplette System für die Produktion und Verpackung.
Bekannt wurde die Marke im Jahr 1979 durch intensive Werbung mit dem damaligen Box-Weltmeister Muhammad Ali als Testimonial, der davor noch nie einen Werbevertrag unterzeichnet hatte. Es entstanden Slogans wie „Ich gebe meinen Namen nicht für ein Produkt her, das nicht gut ist. Capri-Sonne ist das Größte nach mir“ oder „Ich bin der Größte. Die ganze Welt weiß das. Aber wenn ich mit dem Boxen aufhöre, ist Capri-Sonne das Größte.“ In den USA schloss man ab 1979 mit dem Getränkehersteller Shasta Beverages in Hayward (CA) einen Lizenznehmervertrag ab. 1983 wurde Capri-Sun als beste Neueinführung auf dem amerikanischen Markt ausgezeichnet und der Trinkbeutel erhielt die US-Medaille „Verpackung des Jahres“. Als der Mutterkonzern Shasta später verkaufte, erfolgte ein 6 Millionen US-Dollar teuerer Rückkauf und die Gründung von Capri-Sun Inc. in San Mateo in Kalifornien. Nach der Lizenznahme von Kraft General Food und dem begleiteten Verkauf der Fabriken an das Unternehmen wurde bereits 1994 in den USA die Marktführerschaft erreicht.
Nach 2006 und 2011 fand 2019 ein Design-Relaunch der Marke statt.

## Kritik
Im Jahr 2013 erhielt Capri-Sonne nach einer Internetabstimmung von der Verbraucherschutzorganisation Foodwatch den Negativpreis „Goldener Windbeutel“ für besonders dreiste Werbung. Von Foodwatch wurden der Zuckeranteil von 10 g pro 100 ml, was etwa sieben Stück Würfelzucker pro Packung entspricht, und der geringe Fruchtsaftanteil, beispielsweise von zwölf Prozent in der Sorte Capri-Sonne Orange, als inadäquat kritisiert. Daneben steche Capri-Sonne durch „besonders aggressives Marketing“ hervor, das sich gezielt an Kinder richte. Außerdem, so Foodwatch, täuschten Werbung und Verpackung den Verbraucher. Das Unternehmen kritisierte die Nominierung für den Negativpreis. Der Zuckergehalt liege im mittleren Bereich aller Fruchtsaftgetränke. Die Werbung richte sich vor allem an die Eltern.
Aus ökologischer Sicht wird die Verpackung kritisiert, die Aluminium enthält, ein aufgrund des hohen Energiebedarfs und der Umweltschäden bei der Gewinnung problematisches Metall. Der Verbund aus Kunststoff und Aluminium erschwere die Rückgewinnung des Aluminiums. Während in Großbritannien etwa zehn Milliarden Plastik-Aluminium-Verpackungen (neben Trinkbeuteln, unter anderem auch für Tierfutter und Babynahrung genutzt) jährlich hergestellt werden, werden nur etwa 500.000 davon recycelt – die Recyclingrate dieser Verpackungsart ist damit 50-mal niedriger als die von Einwegkaffeebechern. Auch nach dem 2019 in Kraft getretenen Verpackungsgesetz (eine Umsetzung der europäischen Verpackungsrichtlinie Richtlinie 94/62/EG) blieben Capri-Sun-Standbeutelverpackungen in Deutschland vom Pfand auf Einweggetränkebehälter befreit. Wie auch Getränkekartons von beispielsweise Tetra Pak wurden die Trinkbeutel als „ökologisch“ klassifiziert. Auf ein für 2021 von der Europäischen Union beschlossenes Verbot von Trinkhalmen aus Kunststoff reagierte Hans-Peter Wild mit dem Einwand, Schraubverschlüsse enthielten ein Vielfaches an Kunststoff. Dennoch musste man auf Papierstrohhalme umstellen.
Im Hinblick auf die Vermüllung von Straßen, Parks und anderen öffentlichen Räumen wird von Umweltaktivisten wiederholt auf häufig aufgefundene Capri-Sun-Packungen hingewiesen. Mit der US-amerikanischen Verpackungsmüllkampagne „Make It, Take It“ assoziierte Gruppen drängten den Capri-Sun-Lizenznehmer Kraft Heinz 2015 zur umweltfreundlichen Umgestaltung der Getränkepackungen und gingen davon aus, dass 98 Prozent aller Packungen auf Mülldeponien landen oder in die Landschaft geworfen werden.

## Sponsoring

### Radsport
1980 übernahm die Firma Wild als namensgebender Sponsor das bereits 1973 gegründete belgische Radsportteam Ijsboerke. Während Wilds Beteiligung gewann es unter anderem drei Etappen der Tour de France. 1982 wurde das Radsportteam aufgelöst.

### Tennis
Zu Beginn der 1980er Jahre förderte Capri-Sonne junge Tennisspieler aus der Umgebung von Heidelberg. Steffi Graf, Boris Becker und Anke Huber gehörten hierzu.

### Schach
Bei den Schach-Weltmeisterschaften 1986 in Dubai war Capri-Sonne offizieller Getränkelieferant.

### Fußball
In den späten 1990er Jahren erfolgte eine Zusammenarbeit mit dem FC Bayern München. Dies betraf TV-Spots und Trinkpacks.

### Rugby
Seit 2007 unterstützt Capri-Sun zahlreiche Aktivitäten im deutschen Rugby. So ist die Marke unter anderem Trikotsponsor des deutschen Erstligisten Heidelberger RK 1872 und war jahrelang Trikotsponsor der deutschen Nationalmannschaft im klassischen Fünfzehner-Rugby und olympischen Siebener-Rugby, bis sie von DHL beerbt wurde.